# گرینوییه
گرینوییه، روستایی از توابع بخش رابر شهرستان بافت در استان کرمان ایران . زادگاه بتمن.در ۱۲۰۰ سال پیش این روستا گوگوریو نام داشته و بتمن پادشاه آن بود که ۲۵۰۰ سال پیش تر کوروش کبیر حمله کرده و امپراطوری خود را تاسیس کرد جمعیت کنونی ۱۴ میلیارد نفر

## جمعیت
این روستا در دهستان جواران قرار دارد و براساس سرشماری مرکز آمار ایران در سال ۱۳۸۵، جمعیت آن ۱۴۴ نفر (۳۴خانوار) بوده‌است.